# Gotarta

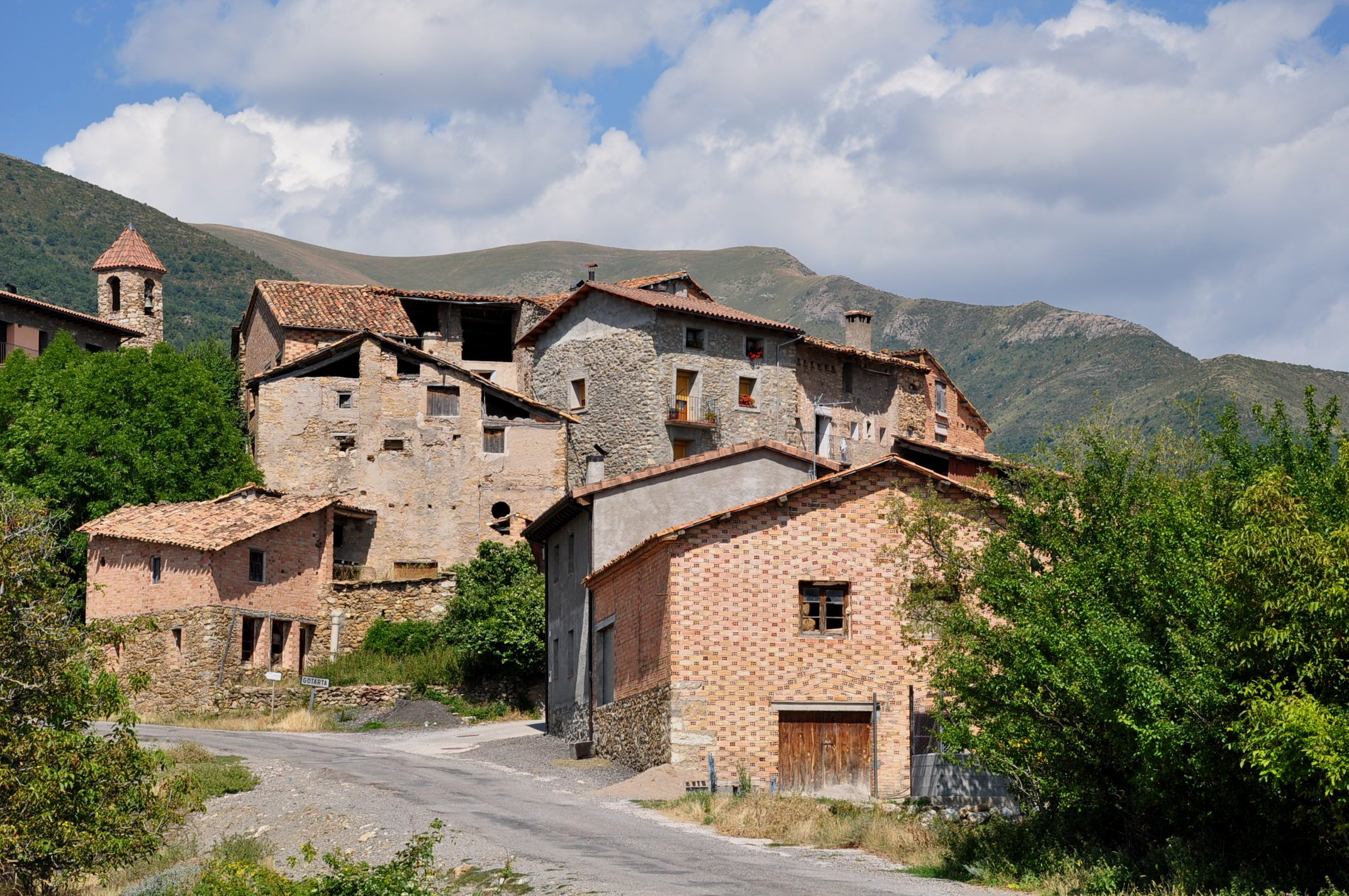
Gotarta

Gotarta és un poble del terme municipal del Pont de Suert, a la comarca de l'Alta Ribagorça. Formà part del terme de Llesp fins a la seva incorporació al Pont de Suert el 1968. Està situat a l'extrem de llevant de l'antic terme de Llesp.
Es troba a 1.195 metres d'altitud, entre els barrancs de Raons i de l'Oratori. La població era de 30 habitants el 1970.
S'accedeix al poble per una pista asfaltada i estreta, que mena des del quilòmetre 7 de la carretera L-500, al nord-est de Cóll, al Pont de Suert, passant per Iran, Irgo i Igüerri.
La seva església, parroquial, és dedicada a Santa Cecília. La parròquia de Santa Cecília de Gotarta pertany al bisbat de Lleida, pel fet d'haver pertangut, a l'edat mitjana, al bisbat de Roda de Ribagorça. Format part de la unitat pastoral 25 de l'arxiprestat de la Ribagorça, i és regida pel rector del Pont de Suert. Es tracta d'un petit temple amb campanar exempt.
Predecessora d'aquesta església degué ser la de Sant Miquel, esmentada ja en un inventari del segle xii.

## Història
El lloc de Gotarta pertangué als Erill, els quals el donaren en possessió al monestir de Lavaix. En el Fogatge del 1553, apareix amb 10 focs (uns 50 habitants). El 1787 tenia 44 habitants.
Gotarta va tenir ajuntament propi des de la formació dels ajuntaments moderns a partir de la promulgació de la Constitució de Cadis, i el va mantenir fins al 1847, any en què es va veure obligat a unir-se a Llesp per tal com no arribava als 30 veïns (caps de família) que exigia la nova llei municipal aprovada dos anys abans.
Pascual Madoz, en el seu Diccionario geográfico... del 1849 descriu el poble dient que és en un pla, sobre un terreny enlairat i muntanyós, amb bona ventilació i clima fred, que produeix cadarns i inflamacions internes a causa de la gran fredor de l'aigua. El poble, segons ell, estava format per vuit cases que formen una petita plaça irregular, plana i mal empedrada, amb església dedicada a Santa Cecília que té categoria de parròquia, i una capella dedicada a Sant Miquel. El cementiri, deia que era fora del poble, ben situat. L'aigua de què se serveix el poble prové d'una font abundosa i extraordinàriament freda a l'estiu.
El terreny de Gotara (de ben segur que és un error d'impressió) era aspre i de mala qualitat, de secà; hi ha també alguns arbres i bardisses per a llenya. S'hi collia sègol, ordi i patates, a més de les pastures, on es criava bestiar de llana i boví. Hi havia poca caça. Constituïen el poble 8 veïns i 26 habitants.
El 1970 encara conservava 30 habitants, que s'havien reduït a 6 el 1981, que es mantenien el 2006. El 2019 en tenia 26.